# Acrocercops gossypii
Acrocercops gossypii is een vlinder van de familie van de mineermotten (Gracillariidae). De wetenschappelijke naam van deze soort is voor het eerst voorgesteld door Lajos Vári in een publicatie uit 1961.

## Verspreiding
De soort komt voor in Kameroen en Zuid-Afrika.

## Waardplanten
De rups leeft op soorten van het geslacht Gossypium (Malvaceae) waaronder Gossypium herbaceum en Gossypium hirsutum.